# 365 a.C.

## Eventos
- Lúcio Genúcio Aventinense e Quinto Servílio Aala, cônsules romanos.[1][2]
- Quion, arconte de Atenas.[3][4]
- Em Heracleia Pôntica, o povo queria ter suas dívidas anuladas, e a terra repartida de forma igualitária. Os nobres pediram ajuda a Timóteo, de Atenas, e a Epaminondas, de Tebas, mas estes recusaram. Então eles chamaram de volta Clearco, que eles haviam exilado, para reprimir a população.[5]
- Oco, filho de Artaxerxes II, rei dos reis da Pérsia.[6] Historiadores modernos numeram este rei como Artaxerxes III.[carece de fontes?]
- Os árcades, com ajuda de Atenas, derrotam Eleia.[6]

## Mortes
- Artaxerxes II, rei dos reis da Pérsia, sucedido por seu filho Oco, que reinou por vinte e um anos.[6]
- Camilo.[6]